# مجدي العطار
مجدي العطار (ولد في 21 أكتوبر 1998 في عمان، الأردن) لاعب كرة قدم أردني يجيد اللعب في مركز الجناح الأيمن وبدرجة أقل الجناح الأيسر والوسط المهاجم. يلعب حاليا لصالح الرفاع البحريني منذ 2023.